# Pithecheir melanurus
Pithecheir melanurus là một loài động vật có vú trong họ Chuột, bộ Gặm nhấm. Loài này được Lesson mô tả năm 1840.